# Karl Iagnemma

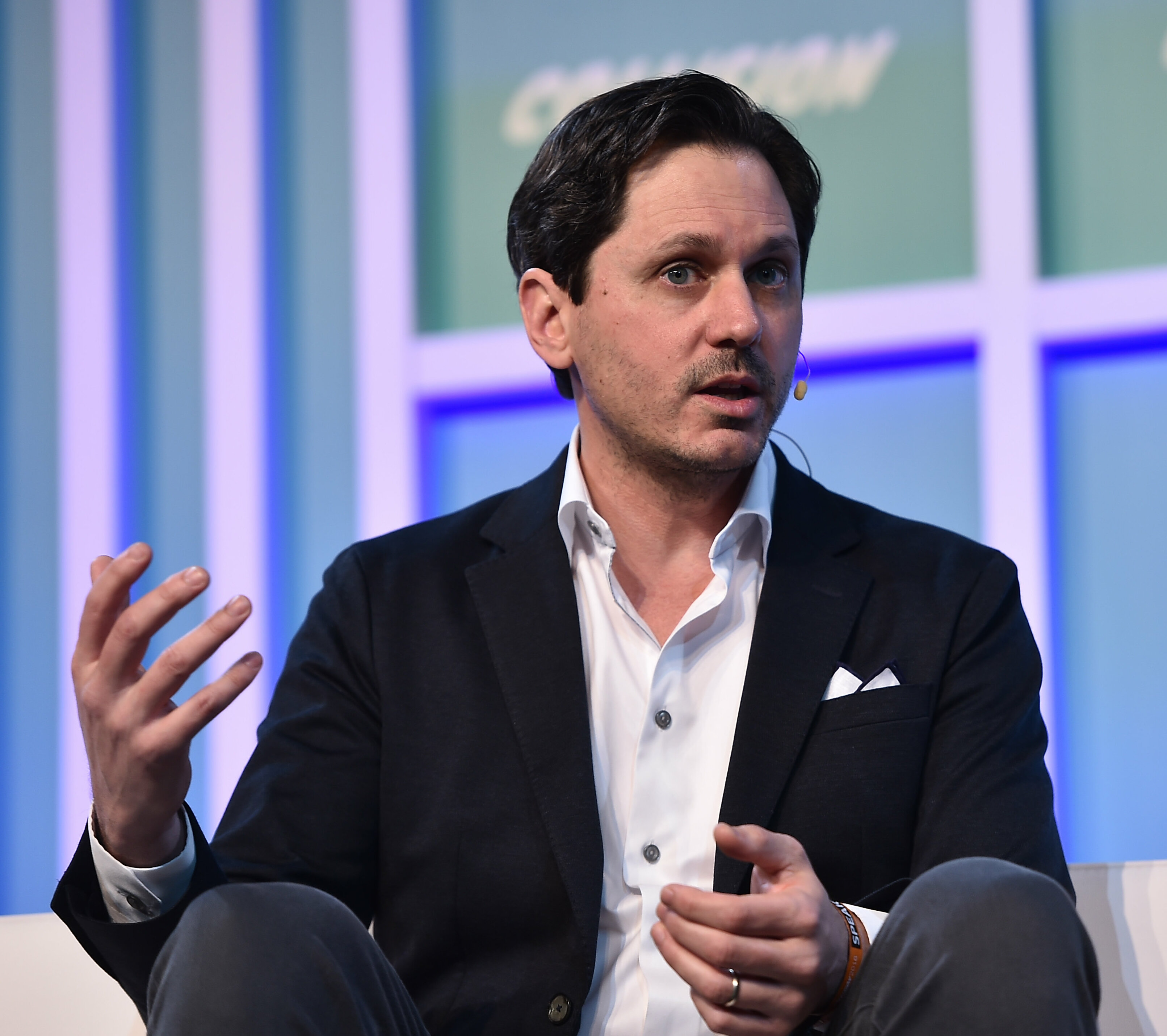
Karl Iagnemma, 2018

Karl Iagnemma (* 19. Oktober 1972 in Shelby Township, Detroit) ist ein amerikanischer Robotiker und Schriftsteller.
Er wurde in Shelby Township, einem Vorort von Detroit geboren und wuchs dort auf. Iagnemma studierte Maschinenbau an der Universität von Detroit, danach absolvierte er ein Doktoratsstudium am Massachusetts Institute of Technology. Iagnemma ist Autor zahlreicher Publikationen auf dem Gebiet der Robotik.
Neben seiner Forschung ist Karl Iagnemma durch seine Kurzgeschichten, die die zwischenmenschliche romantische Wechselwirkung zum Thema haben, bekannt.
Seine Kurzgeschichten erhielten Auszeichnungen wie den Pushcart Prize, Paris Review Plimpton Prize, den ersten Preis beim Playboy College Fiction Contest, und wurden durch das National Endowment for the Arts and Massachusetts Cultural Council gefördert. Seine Geschichten erschienen in Tin House, SEED, One Story, Zoetrope, sowie in den Sammelwerken Best American Short Stories und Best American Erotica.
Sein erstes Buch On the Nature of Human Romantic Interaction beinhaltet eine Sammlung von acht Kurzgeschichten, in denen die Protagonisten stets zwischen ihren Gefühlen und ihrer Ratio entscheiden müssen.